# 22 tháng 11
Ngày 22 tháng 11 là ngày thứ 326 trong mỗi năm thường (thứ 327 trong mỗi năm nhuận). Còn 39 ngày nữa trong năm.

## Sự kiện
- 498 – Sau khi Giáo hoàng Anastasiô II qua đời, Symmacô được bầu làm Giáo hoàng tại Cung điện Laterano, trong khi Giáo hoàng đối lập Laurentiô được bầu làm Giáo hoàng tại Vương cung thánh đường Đức Bà Cả.
- 617 – Tùy mạt Đường sơ: Tiêu Tiển xưng là Lương vương và cải niên hiệu nhằm thể hiện sự độc lập với triều Tùy (ngày Bính Thân tháng 10 năm Đinh Sửu).
- 1635 – Quân đội Hà Lan bắt đầu tiến hành chiến dịch bình định các ngôi làng thổ dân đối địch ở khu vực Tây Nam Đài Loan.
- 1718 – Ở ngoài khơi bờ biển Bắc Carolina, hải tặc người Anh Edward Teach (còn được biết đến với tên gọi "Blackbeard") bị hạ sát trong một trận chiến với Hải quân Hoàng gia Anh.
- 1757 – Chiến tranh Bảy năm: Quân Áo giành thắng lợi trước quân Phổ trong trận Breslau diễn ta tại khu vực nay thuộc Ba Lan.
- 1858 – William Larimer đặt tên một đô thị ở tây bộ Lãnh thổ Kansas là Thành phố Denver nhằm vinh danh Thống đốc Lãnh thổ Kansas James W. Denver, đây là mốc thành lập thành phố.
- 1864 – Nội chiến Hoa Kỳ: Cuộc tiến quân ra biển của Sherman: Tướng Miền Nam John Bell Hood xâm chiếm Tennessee trong một nỗ lực bất thành nhằm lôi kéo tướng Miền Bắc William Tecumseh Sherman khỏi Georgia.
- 1943 – Chiến tranh Thái Bình Dương – Tổng thống Hoa Kỳ Franklin D. Roosevelt, Thủ tướng Anh Quốc Winston Churchill, và nhà lãnh đạo Trung Quốc Tưởng Giới Thạch tụ họp tại Cairo, Ai Cập, nhằm thảo luận cách đánh bại Nhật Bản, tức Hội nghị Cairo.
- 1943 – Liban giành được độc lập từ Pháp.
- 1963 – Tổng thống Hoa Kỳ John F. Kennedy bị ám sát ở Dallas, Texas, thủ phạm là Lee Harvey Oswald theo các cuộc điều tra của chính phủ.
- 1974 – Đại hội đồng Liên Hợp Quốc trao cho Tổ chức Giải phóng Palestine địa vị quan sát viên.
- 1975 – Juan Carlos trở thành Quốc vương Tây Ban Nha sau khi nhà độc tài Francisco Franco qua đời.
- 1986 – Mike Tyson đánh bại Trevor Berbick, trở thành nhà vô địch quyền anh hạng nặng trẻ nhất trong lịch sử.
- 1988 – Tại Palmdale, California, Nguyên mẫu máy bay ném bom Northrop Grumman B–2 Spirit được trưng bày trước công chúng.
- 1990 – Thủ tướng Anh Quốc Margaret Thatcher rút lui khỏi cuộc bầu cử lãnh đạo Đảng Bảo thủ, xác nhận bà sẽ không tái nhiệm vị trí thủ tướng.
- 1995  – Toy Story được phát hành, là bộ phim dài đầu tiên được hoàn thành hoàn toàn bằng cách sử dụng hình ảnh tạo ra từ máy vi tính.
- 2004 – Khởi đầu những cuộc biểu tình phản đối  kết quả của cuộc bầu cử tổng thống, dẫn đến Cách mạng Cam tại Ukraina.
- 2005 – Angela Merkel trở thành nữ Thủ tướng Đức đầu tiên.
- 2010 – 347 người thiệt mạng trong sự kiện hỗn loạn trên một cầu tại thủ đô Phnôm Pênh, Campuchia trong dịp Lễ hội Bon Om Touk.

## Sinh
- 874 – Dương Đình Nghệ, Tiết độ sứ Việt Nam (m. 937)
- 1336 – Trần Dụ Tông, hoàng đế thứ bảy của nhà Trần (m. 1369).
- 1710 – Wilhelm Friedemann Bach, nhà soạn nhạc người Đức (m. 1784)
- 1819 – George Eliot, nhà viết tiểu thuyết người Anh (m. 1880)
- 1825 – Nguyễn Phúc Trang Nhàn, phong hiệu Triêm Đức Công chúa, công chúa con vua Minh Mạng (m. 1892)
- 1833 – Nguyễn Phúc Nhu Nghi, phong hiệu Xuân Lai Công chúa, công chúa con vua Minh Mạng (m. 1907?)
- 1852 – Paul-Henri-Benjamin d'Estournelles de Constant, nhà ngoại giao Pháp, từng nhận giải Nobel Hòa bình (m. 1924)
- 1869 – André Gide, nhà văn Pháp từng nhận giải Nobel Văn học (m. 1951)
- 1890 – Charles de Gaulle, Tổng thống Pháp (m. 1970)
- 1901 – Joaquin Rodrigo, nhà soạn nhạc Tây Ban Nha (m. 1999)
- 1902 – Philippe Leclerc de Hauteclocque, tướng lĩnh Pháp (m. 1947)
- 1907 – Dora Maar, nhiếp ảnh gia Pháp, người tình của Picasso (m. 1997)
- 1913 – Benjamin Britten, nhà soạn nhạc, nghệ sĩ dương cầm người Anh (d. 1976)
- 1916 – Phạm Huy Thông, nhà thơ, nhà giáo, và nhà khoa học xã hội Việt Nam (m. 1988)
- 1958 – Jamie Lee Curtis, nữ diễn viên Mỹ
- 1962 – Sumi Jo, giọng nữ cao người Hàn Quốc
- 1967 – 
  - Boris Becker, vận động viên tennis Đức
  - Mark Ruffalo, nam diễn viên Mỹ
- 1976 – Torsten Frings, cầu thủ bóng đá Đức
- 1981 – Song Hye–kyo, người mẫu và diễn viên Hàn Quốc
- 1982 – Thái Trác Nghiên, ca sĩ và diễn viên người Canada-Hồng Kông
- 1984 – Scarlett Johansson, nữ diễn viên Mỹ
- 1985 – Asamoah Gyan, cầu thủ bóng đá người Ghana
- 1987 – Marouane Fellaini, cầu thủ bóng đá người Bỉ
- 1988 - Hải Băng, nữ ca sĩ người Việt Nam
- 1989 – 
  - Candice Glover, ca sĩ người Mỹ
  - Gabriel Torje, cầu thủ bóng đá người Romania
- 1991 – 
  - Shimizu Saki, ca sĩ Nhật Bản
  - Khổng Tú Quỳnh, nữ ca sĩ người Việt Nam

## Mất
- 365 – Giáo hoàng đối lập Fêlix II
- 1617 – Ahmed I, sultan của đế quốc Ottoman (s. 1590)
- 1718 – Edward Teach, hải tặc người Anh (s. 1680)
- 1850 – Lâm Tắc Từ, nhân vật quân sự và chính trị nhà Thanh (s. 1785)
- 1916 – Jack London, nhà văn Mỹ (s. 1876)
- 1944 – Arthur Eddington, nhà vật lý học thiên thể người Anh (b. 1882)
- 1963 – Aldous Huxley, tác gia Anh (s. 1894)
- 1963 – C. S. Lewis, nhà văn, nhà hộ giáo Ireland (s. 1898)
- 1963 – John F. Kennedy, Tổng thống thứ 35 của Hoa Kỳ (s. 1917)
- 1981 – Hans Adolf Krebs, nhà vật lý học và hóa học Đức, từng đoạt giải Nobel (s. 1900)
- 1988 – Luis Barragán, kiến trúc sư Mexico (s. 1908)
- 2007 - Etō Takami, cựu Bộ trưởng Xây dựng Nhật Bản, qua đời đột ngột tại Thành phố Hồ Chí Minh (s. 1925)
- 2018 – Đinh Mạnh Hùng, Hải quân Phó Đề đốc, Chuẩn tướng Quân lực Việt Nam Cộng hòa (Sinh 1932)

## Ngày lễ và ngày kỷ niệm
- Ngày truyền thống tỉnh An Giang (1832)
- Ngày độc lập của Liban (từ Pháp, 1943)
- Ngày kỷ niệm Cách mạng Cam và cách mạng Maidan tại Ukraina.